# Monteagle (Tennessee)
Pour les articles homonymes, voir Monteagle.
Monteagle est une municipalité américaine située dans l'État du Tennessee, à la jonction de trois comtés : Franklin, Grundy  et Marion.
Selon le recensement de 2010, Monteagle compte 1 192 habitants et s'étend sur 8,59 milles carrés (22,25 km2) dont 0,04 mille carré (0,1 km2) d'étendues d'eau. La municipalité compte alors 715 habitants sur 4 milles carrés (10,36 km2) dans le comté de Grundy, 429 habitants sur 3,04 milles carrés (7,87 km2) dans le comté de Marion et 48 habitants sur 1,55 mille carré (4,01 km2) dans le comté de Franklin.
D'abord appelée Moffat Station puis Moffat, la localité doit son nom actuel aux aigles qui peuplaient autrefois cette région des Montagnes Cumberland. Monteagle devient une municipalité en 1962.